# Festival Internacional de Cine de Atenas
El ‘’’Festival Internacional de Cine de Atenas’’’, que se realiza anualmente en la ciudad de Atenas, Grecia, fue fundada por la asociación sin fines de lucro ‘’’Sociedad de cine de Atenas’’’ con la intención de: i) difundir y destacar los aspectos menos conocidos del cine y las producciones de cine independiente ΙΙ) exhibir algunas de las mejores producciones del año y ΙΙΙ) constituirse como la apertura ideal de la próxima temporada cinematográfica. 
Se inició en septiembre de 1995 con la finalidad de exhibir al público griego una selecci{on escogida de producciones independientes de todo el mundo. La concurrencia está integrada por unos 50.000 aficionados al cine interesados en ver las películas más recientes que marcan las tendencias de todas partes del mundo y las producciones de mayor éxito de la temporada antes de cualquier otra persona. 

## Requisitos para los filmes
Para participar las películas deben cumplir estas condiciones:
- Presentar para el proceso de selección una copia que puede estar en formato DVD, VHS (NTSC o PAL).
- Encontrarse en su idioma original y, si el mismo no es griego o inglés, con subtítulos en inglés.
- Debe tener la extensión de su versión original.
- Haber sido producidas en los doce meses anteriores a la fecha del Festival.
- La copia para exhibición puede estar en uno de estos formatos: 35mm, 16mm, Beta SP (Pal o NTSC), Digi Beta (Pal o NTSC) o HDCAM (Alta definición - Pal or NTSC).
- La película no debe haber sido exhibida previamente en Grecia ni estar disponible por Internet ni haber sido presentada en ediciones anteriores del Festival.

## Sección competitiva
Incluye todos los filmes sin ningún tipo de limitación por origen, género, extensión, etc. Esta decisión se tomó en 2005 cuando se produjo una controversia a raíz de que fueron incluidas en la sección competitiva las películas Stolen de Rebecca Dreyfus –anteriormente en la sección documentales- y Drawing Restraint No 9 de Matthew Barney que antes estaba en la sección en los márgenes.

## Sección panorama del cine mundial
Incluye algunos de los filmes más importantes del mundo, tanto aquellos que fueron aclamados por la prensa y atrajeron la atención de los festivales como otros que el Festival descubrió y que recomienda a su público. Una selección de películas que escudriña la sociedad contemporánea, el rumbo de la misma y los temas políticos y sorprende con innovaciones narrativas y experimentación visual.

## Música y cine en competición
Se trata de una de las secciones más populares del Festival que pasó a ser competitiva y que presenta una estimulante selección de películas musicales, tanto introduciendo nuevos músicos y tendencias como rindiendo tributo a los clásicos y revelando capítulos no conocidos de la historia de la música. La película ganadora recibe el Atenas de Oro además de una suma en efectivo.
Su propósito es promover, alentar y apoyar el conocimiento de la importancia artística, histórica y comercial de la música dentro del marco del cine y la televisión. Para ello presenta y promueve las contribuciones de artistas de todas las épocas vinculadas a la música en el cine.
También quedan incluidos en esta sección los documentales asociados a cualquier clase de música con una extensión mínima de 45 minutos. 

## Proyecciones especiales de música y cine
Comprende aquellos filmes que no pueden incluirse en la sección competitiva por no cumplir alguna de las condiciones requeridas.

## Películas documentales
Movilizantes, fascinantes y, a veces. directamente bizarras, los documentalistas de esta sección cuentan historias alucinantes en un mundo paradojal. Títulos consagrados junto a descubrimientos singulares del Festival atraen a quienes están abiertos a diferentes interpretaciones de la realidad. 

## Cine en los márgenes
Es una sección que a largo de los años ha adquirido una cantidad de seguidores habituales exhibiendo material controvertido y con formas narrativas revolucionarias, películas que implican un desafío, una disrupción que explora los límites del arte cinematográfico.

## Películas de medianoche
Una invitación abierta para los aficionados a las películas de trasnoche, prometiendo un contenido variado: lo último en horror asiático, selección de películas retro de terror y algunas de las más controversiales producciones norteamericanas integran una de las más entretenidas y escalofriantes secciones del Festival.

## Estrenos
Las producciones de alto presupuesto más interesantes de la próxima temporada. Películas que monopolizarán la atención de los medios, serán candidatas a los premios de las Academias y tendrán grandes recaudaciones. 

## Estreno de cortometrajes
Sección auspiciada por la Academia de Cine de Grecia (Greek Film Academy AKMH) dedicada exclusivamente a los cortometrajes más valiosos producidos por estudiantes de cine griegos y que tiene su propio conjunto de premios. 

## Historias cortas
Los mejores cortometrajes y de dibujos animados provenientes tanto de jóvenes realizadores que realizan sus primeras experiencias como de directores que prefieren lo breve y conciso.

## Directores a tener en cuenta
Sección dedicada a realizadores que según la opinión del Festivan se convertirán en el futuro en puntos de referencia en el cine. Así fueron incluidos en esta sección a lo largo de los años trabajos de Tom Tykwer, Walter Salles, Fatih Akin, David McKenzie, Kim Ki-duk, Guy Maddin, los hermanos Quay y Toshiaki Toyoda.

## Retrospectivas
Exhibición de películas de un director consagrado, cuyos filmes se consideran clásicos que han dejado su huella en la historia del cine, tales como Yasujirō Ozu, Jean Cocteau, Jean Vigo, Jean Renoir y Preston Sturges, de quienes se ocupó esta sección en ediciones anteriores. 

## Exhibiciones especiales
Esta sección proporciona la oportunidad de volver a ver viejos clásicos o películas valiosas desconocidas, en copias nuevas o restauradas y así, por ejemplo, se han proyectado Performance de Nicolas Roeg, La batalla de Argel de Gillo Pontecorvo, Pacto diabólico de John Frankenheimer y Las margaritas de Vera Chytilova. 

## Premios
- Premio Atenea de Oro, consistente en una estatuilla bañada en oro de la diosa Atenea diseñada por Giorgos Sepetzoglou más la suma de €10 000, para el director de la mejor película de la sección competitiva. El jurado que la otorga está integrado por estudiantes de cine, teatro y artes audiovisuales entre 18 y 25 años de edad, especialmente seleccionados en países de la Unión Europea.
- Premio Atenea de Oro, consistente en la estatuilla más la suma de €10 000, para el director de la mejor película musical de la sección competitiva.
- Premio Ciudad de Atenas al mejor director, que se otorga a quien ha realizado la dirección fílmica más lograda y consiste en una placa conmemorativa.
- Premio al mejor guion, que se otorga al autor del mismo.
- Premio del público, decidido por los asistentes que votan diariamente. Si la película es adquirida por un distribuidor local durante o después del Festival, la organización ofrece promoción por un valor de 7.500 dólares.